# Bundesautobahn 38
Bundesautobahn 38 (em português: Auto-estrada Federal 38) ou A 38, é uma auto-estrada na Alemanha.
A Bundesautobahn 38 tem 208 km de comprimento.

## Estados
Estados percorridos por esta auto-estrada:
- Baixa Saxônia
- Hessen
- Turíngia
- Saxônia-Anhalt
- Saxônia